# Sadeq Mallallah
Sadeq Mallallah (Qatif, 1970 – Qatif, 3 settembre 1992) è stato un saudita che nel settembre 1992, all'età di 22 anni, venne decapitato a Qaṭīf per apostasia, dopo essere stato in prigione per 5 anni per aver tirato pietre a un'auto della polizia nel 1988.
Durante la detenzione egli avrebbe "insultato Allah, il santo Corano e il profeta Maometto" e avrebbe detto che Maometto era bugiardo e imbroglione, che praticava la stregoneria e che frequentava i demoni.
Dato che il giudice aggiunse che aveva contrabbandato Bibbie, viene spesso erroneamente riportato che sia stato giustiziato per il possesso della Bibbia. Per quanto già il possesso di tale testo sacro in Arabia Saudita possa essere sanzionato da una condanna alla pena capitale, con la deportazione o con l'arresto, fu il crimine dell'apostasia a fare scattare l'esecuzione.
L'evento venne, abbastanza curiosamente, reso noto da ˁAlī al-Ahmad, direttore proprio dell'Istituto Saudita di Washington D.C.  Benché accaduto diversi anni prima, la notizia fu ripresa con una certa risonanza nei media statunitensi e servì come strumento di scontro ideologico per dimostrare l'intransigenza religiosa dei paesi musulmani (anche se il preteso episodio avrebbe riguardato la sola Arabia Saudita) e l'incongruità di certi ambienti musulmani quando invocano rispetto per la religione islamica da parte dell'Occidente.